# 貫手

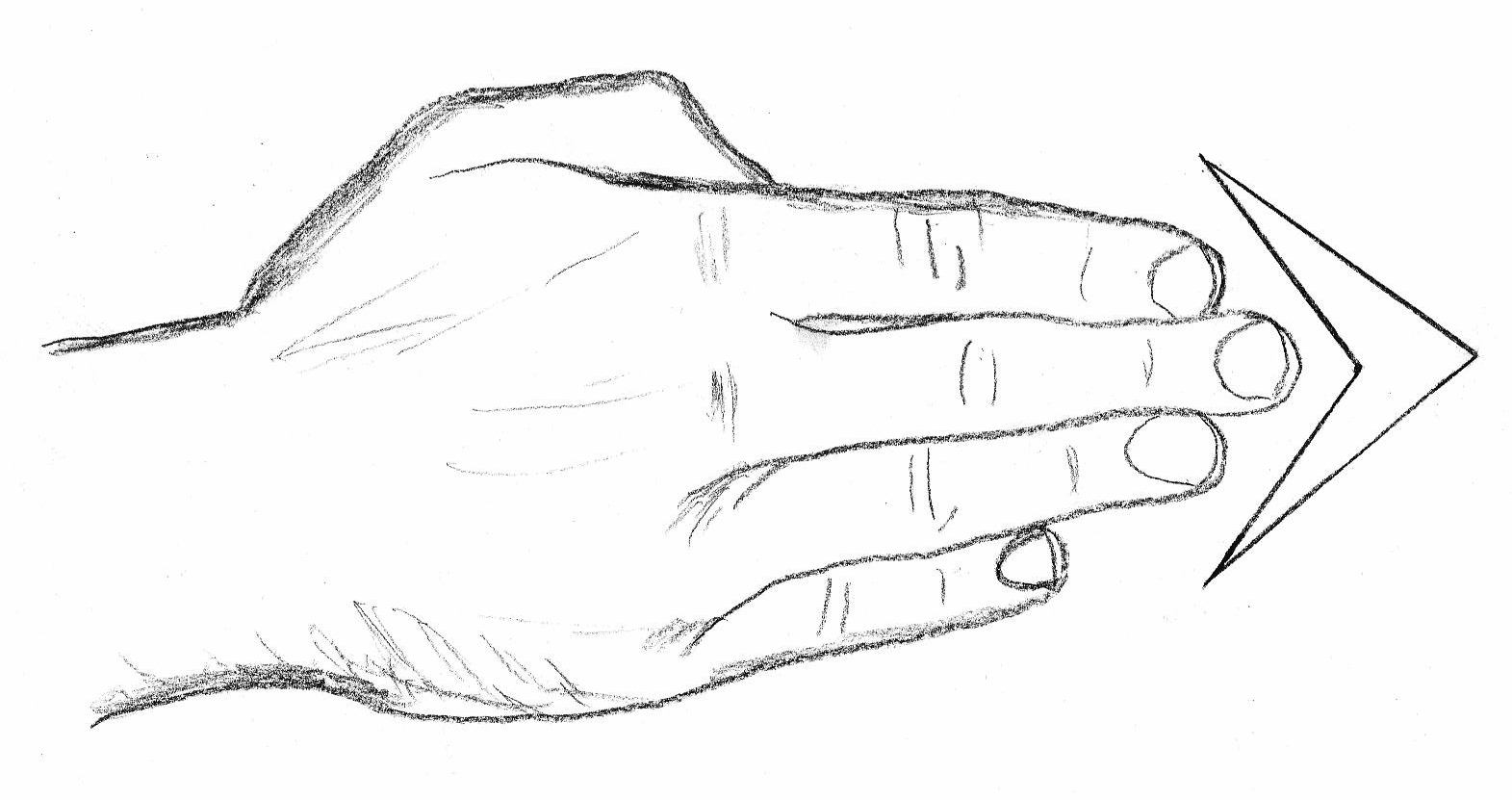
貫手（四本貫手）

貫手（ぬきて、Spear Hand）は、空手などの格闘技や武道で用いられる殴打技（オープン・ブロー）の一種である。貫き手（ぬきて）、貫手突き（ぬきてづき）とも呼ばれる。少林寺拳法では角手（つので）と呼ばれている。

## 概要
貫手は手の指を真っ直ぐ伸ばして指先で相手を突く技である。指先の鍛錬をしないものがこれを行うと指先を痛めるおそれがあるが、通常の突きやパンチよりも力を一点に集中させることが出来るため、みぞおち、脇腹、喉、目などの急所を攻撃する場合は非常に大きなダメージを与えることが出来る。

## 種類
四本貫手（）
最も多く使われ、人差し指から小指までを使用。プロレスではアブドーラ・ザ・ブッチャーが地獄突き（じごくづき、Throat Thrust）の名称で使用して以降、同名称が定着している。漫画『プロレススーパースター列伝』によると、地獄突きはブッチャーがシンガポールで空手の達人ガマ・オテナ（実在しない架空の人物）の下で修行して開発したオリジナル技とされている。プロレスラーでは他にキラー・トーア・カマタ、ルーク・ギャローズ、橋本真也、天山広吉、新崎人生、秀吉（一刀の名称で使用）、吉田隆司などが使用。
二本貫手（）
人差し指と中指を使用。相手の目、鼻、喉など柔らかい部位を狙う場合が多い。
一本貫手（）
人差し指または親指及び親指第一関節のみを使用。ただし、相手に失明など重大な怪我を与えかねない危険な技であるため、試合では禁止技となっており、道場で練習されることも少ない。

## 鍛練法
貫手の鍛練法として一般的なものは砂もしくは米を入れた甕に繰り返し貫手を突き刺す方法である。